# Denis Lazavik
Pour l’article homonyme, voir Lazavik.
Denis Lazavik  est un joueur d'échecs biélorusse né en 2006, grand maître international depuis 2022.
Au 1er janvier 2025, il est le numéro un biélorusse et le 231e joueur mondial avec un classement Elo de 2 578 points en parties classiques.

## Carrière aux échecs
En 2019, il obtient le titre de maitre Fidé. En 2021, il obtient le titre de maître international.
En janvier 2022, Lazavik finit deuxième du championnat biélorusse disputé à Minsk. En avril, il remporte le championnat de Biélorussie junior (moins de 20 ans).
En septembre 2022, il finit troisième ex æquo (cinquième au départage) du mémorial Pantchenko disputé à Tcheliabinsk avec 7 points sur 10.
En octobre 2022, il finit quatrième ex æquo (cinquième au départage) du mémorial Tchigorine disputé à Saint-Pétersbourg avec 7 points sur 9.
La Fédération internationale des échecs lui accorde le titre de grand maître international en août 2022.
En décembre 2022, il finit seizième avec 13 points sur 21 du championnat du monde de blitz.
En janvier 2023, il remporte le championnat biélorusse devant Mihail Nikitenko.
En 2023, il remporte la division II du tournoi AIM Chess Rapid en juillet, puis finit troisième de la division I de la Julius Baer Generation Cup (août 2023) et se qualifie pour la finale du Champions Chess Tour 2023 à Toronto.
En 2025, il remporte son second titre de champion de Biélorussie.